# Have I Been Pwned?
Have I Been Pwned? (HIBP) est un site web que les internautes peuvent consulter dans le but de vérifier si leurs données personnelles ont été compromises à la suite de violations de données. Le service recueille et analyse régulièrement des centaines d'exports de bases de données et de données texte, lesquelles comprennent des informations sur des milliards de comptes compromis.
Les internautes peuvent s'enregistrer pour recevoir une alerte en cas de compromission future. Le site a été largement loué pour sa pertinence pour les internautes qui souhaitent protéger leurs données en ligne ainsi que leur vie privée,.

## Histoire
Le site a été créé le 4 décembre 2013 par l'expert en sécurité Troy Hunt (en), qui l'exploite toujours (en juin 2019).

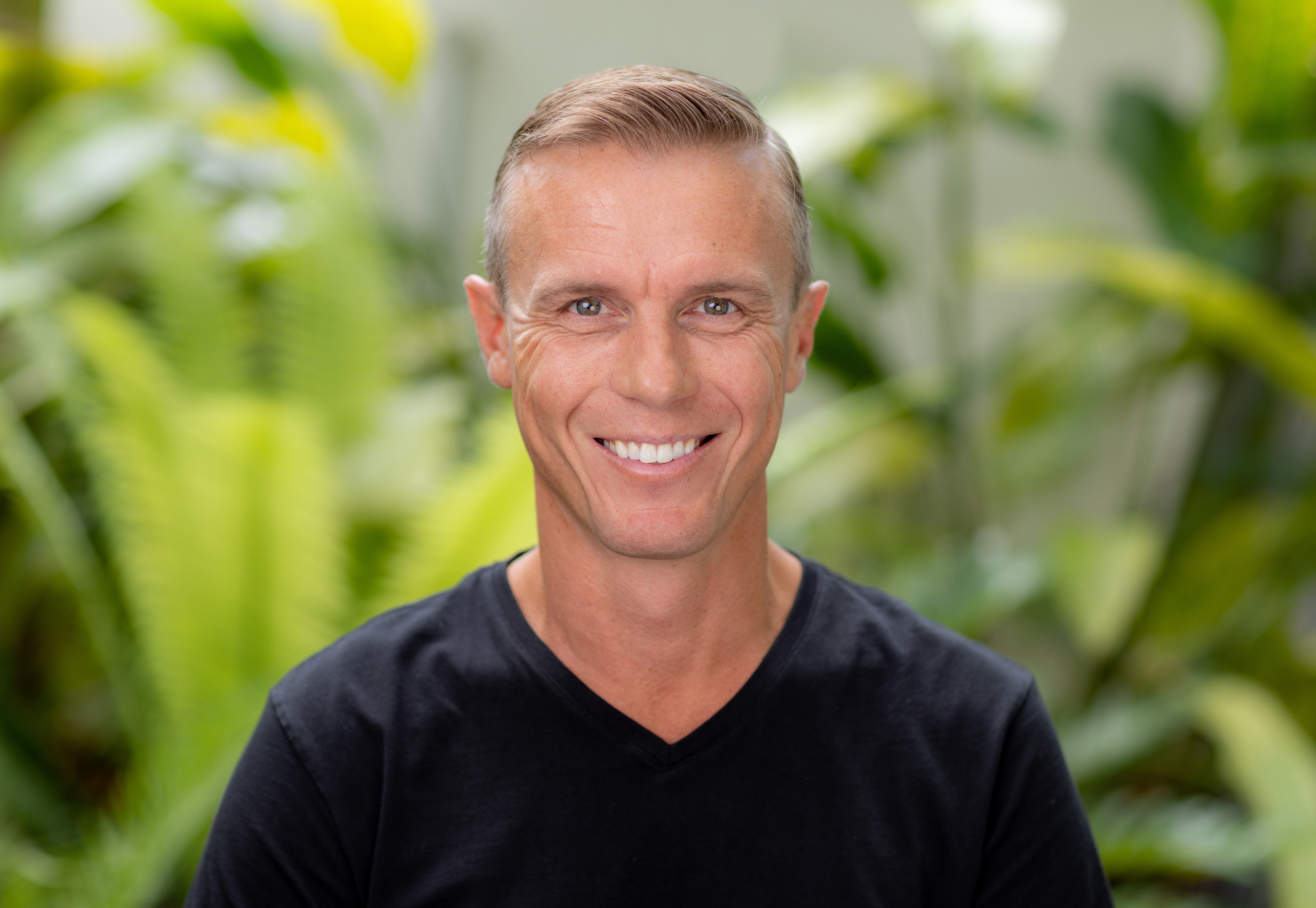
Troy Hunt, fondateur du site.

En juin 2019, Troy Hunt annonce vouloir vendre l'infrastructure du site parce qu'il l'exploite seul depuis des années. Il y renonce en mars 2020,.
En mai 2021, le Federal Bureau of Investigation (FBI) commence à partager les mots de passe compromis avec HIBP (plus précisément, leur hachage). En décembre 2021, la National Crime Agency britannique (NCA) partage 585 millions de mots de passe avec HIBP.

## Statistiques de consultation
En novembre 2017, Troy Hunt annonce que le site est consulté environ 60 000 fois par jour, compte plus de 1,7 million d'inscrits et recense plus de 4,8 milliards de comptes compromis à la suite de 251 violations de données.
En juin 2019, Troy Hunt affirme que le site est habituellement consulté 150 000 fois par jour et compte presque 3 millions d'inscrits.